# Burj Rafal
Burj Rafal (arab. برج رافال) – superwysoki wieżowiec w Rijadzie, w Arabii Saudyjskiej o wysokości 307,9 m; najwyższy budynek w Rijadzie.

## Położenie
Burj Rafal zlokalizowany jest przy King Fahad Road, na północ od dzielnicy finansowej.

## Architektura
Wieżowiec mierzy 307,9 m (użytkowany jest do wysokości 236,1 m) i jest najwyższym budynkiem w Rijadzie. Projekt wieży o szklanej fasadzie stojącej na kamiennym podium został wykonany przez architektów z firmy P&T Group. Na jego 68 nadziemnych piętrach znajduje się hotel Burj Rafal Hotel Kempinski Riad z 349 pokojami oraz 474 apartamenty. Wieżowiec obsługują 22 windy poruszające się z maksymalną prędkością 6 m/s.